# Saint-Priest-la-Roche
Saint-Priest-la-Roche és un municipi francès situat al departament del Loira i a la regió d'Alvèrnia-Roine-Alps. L'any 2007 tenia 286 habitants.

## Demografia

### Població
El 2007 la població de fet de Saint-Priest-la-Roche era de 286 persones. Hi havia 124 famílies de les quals 28 eren unipersonals (24 homes vivint sols i 4 dones vivint soles), 52 parelles sense fills, 40 parelles amb fills i 4 famílies monoparentals amb fills.
La població ha evolucionat segons el següent gràfic:
Habitants censats

### Habitatges
El 2007 hi havia 167 habitatges, 119 eren l'habitatge principal de la família, 34 eren segones residències i 14 estaven desocupats. 161 eren cases i 6 eren apartaments. Dels 119 habitatges principals, 95 estaven ocupats pels seus propietaris, 23 estaven llogats i ocupats pels llogaters i 1 estava cedit a títol gratuït; 5 tenien dues cambres, 23 en tenien tres, 31 en tenien quatre i 60 en tenien cinc o més. 93 habitatges disposaven pel capbaix d'una plaça de pàrquing. A 59 habitatges hi havia un automòbil i a 58 n'hi havia dos o més.

### Piràmide de població
La piràmide de població per edats i sexe el 2009 era:
| Homes | Edats   | Dones |
| ----- | ------- | ----- |
| 0     | 95 o +  | 0     |
| 0     | 90 a 94 | 0     |
| 0     | 85 a 89 | 4     |
| 0     | 80 a 84 | 0     |
| 8     | 75 a 79 | 12    |
| 12    | 70 a 74 | 12    |
| 4     | 65 a 69 | 12    |
| 24    | 60 a 64 | 4     |
| 4     | 55 a 59 | 16    |
| 12    | 50 a 54 | 12    |
| 0     | 45 a 49 | 0     |
| 12    | 40 a 44 | 12    |
| 12    | 35 a 39 | 4     |
| 4     | 30 a 34 | 4     |
| 4     | 25 a 29 | 4     |
| 4     | 20 a 24 | 4     |
| 8     | 15 a 19 | 16    |
| 12    | 10 a 14 | 4     |
| 4     | 5 a 9   | 0     |
| 8     | 0 a 4   | 12    |

## Economia
El 2007 la població en edat de treballar era de 179 persones, 135 eren actives i 44 eren inactives. De les 135 persones actives 119 estaven ocupades (64 homes i 55 dones) i 16 estaven aturades (8 homes i 8 dones). De les 44 persones inactives 19 estaven jubilades, 10 estaven estudiant i 15 estaven classificades com a «altres inactius».

### Ingressos
El 2009 a Saint-Priest-la-Roche hi havia 123 unitats fiscals que integraven 320 persones, la mediana anual d'ingressos fiscals per persona era de 16.076 €.

### Activitats econòmiques
Dels 11 establiments que hi havia el 2007, 1 era d'una empresa extractiva, 1 d'una empresa alimentària, 3 d'empreses de construcció, 1 d'una empresa de comerç i reparació d'automòbils, 1 d'una empresa de transport, 1 d'una empresa d'hostatgeria i restauració, 1 d'una empresa financera, 1 d'una empresa de serveis i 1 d'una empresa classificada com a «altres activitats de serveis».
Dels 4 establiments de servei als particulars que hi havia el 2009, 1 era un paleta, 1 fusteria, 1 lampisteria i 1 restaurant.
L'únic establiment comercial que hi havia el 2009 era una fleca.
L'any 2000 a Saint-Priest-la-Roche hi havia 21 explotacions agrícoles que ocupaven un total de 708 hectàrees.

## Equipaments sanitaris i escolars
El 2009 hi havia una escola elemental.

## Poblacions més properes
El següent diagrama mostra les poblacions més properes.